# Кван'янський металургійний комбінат
34°55′55.3″ пн. ш. 127°44′15.2″ сх. д. / 34.932028° пн. ш. 127.737556° сх. д.
Кван'янський металургійний комбінат — найбільший металургійний комбінат Південної Кореї та один з найбільших у світі. За деякими даними, є найбільшим металургійним комбінатом світу. Розташований у місті Кван'ян на південному узбережжі країни. Належить металургійній компанії POSCO. Побудований у кілька етапів протягом 1985—1992 років. Продуктивність комбінату — 15-17[джерело?] млн. т сталі на рік.

## Історія
Будівництво металургійного комбінату у Кван'яні було розпочате компанією «POSCO» у 1985 році, через кілька років після завершення будівництва і виведення на повну потужність її першого металургійного комбінату — у місті Пхохан.

## Сучасний стан
Комбінат розташований на окремому острові і займає більшу його частину. На підприємстві працюють 5 доменних печей (доменна піч № 5 побудована 1999 року). Після реконструкції доменна піч № 1 має об'єм 6000 м³ (одна з найбільших у світі), доменна піч № 4 має об'єм 5500 м³, доменна піч № 5 — 4020 м³ (дані про доменні печі № 2 і № 3 відсутні).